# Zastava Japana
Zastava Japana je bijele podloge na kojoj se u središtu nalazi crveni krug koji simbolizira izlazeće Sunce. Službeni naziv zastave na japanskom je Nisshōki (日章旗) ili "sunčeva zastava". Ipak u svakodnevnom govoru se češće koristi naziv Hinomaru (日の丸) ili "sunčev disk". 
Zastava je proglašena službenom japanskom civilnom zastavom u periodu Meiji reformi 1870. godine. Odluka je vrijedila do 1885. godine. Od te godine pa sve do 1999. Japan nije imao službenu državnu zastavu. Japanski Diet je 1999. godine donio odluku kojom se Hinomaru proglašava službenom državnom zastavom, a Kimi ga Yo službenom japanskom himnom.